# Kościół Matki Boskiej Nieustającej Pomocy w Starczy
Kościół Matki Boskiej Nieustającej Pomocy – mariawicki kościół parafialny w Starczy. Należy do diecezji śląsko-łódzkiej Kościoła Starokatolickiego Mariawitów w RP.

## Historia

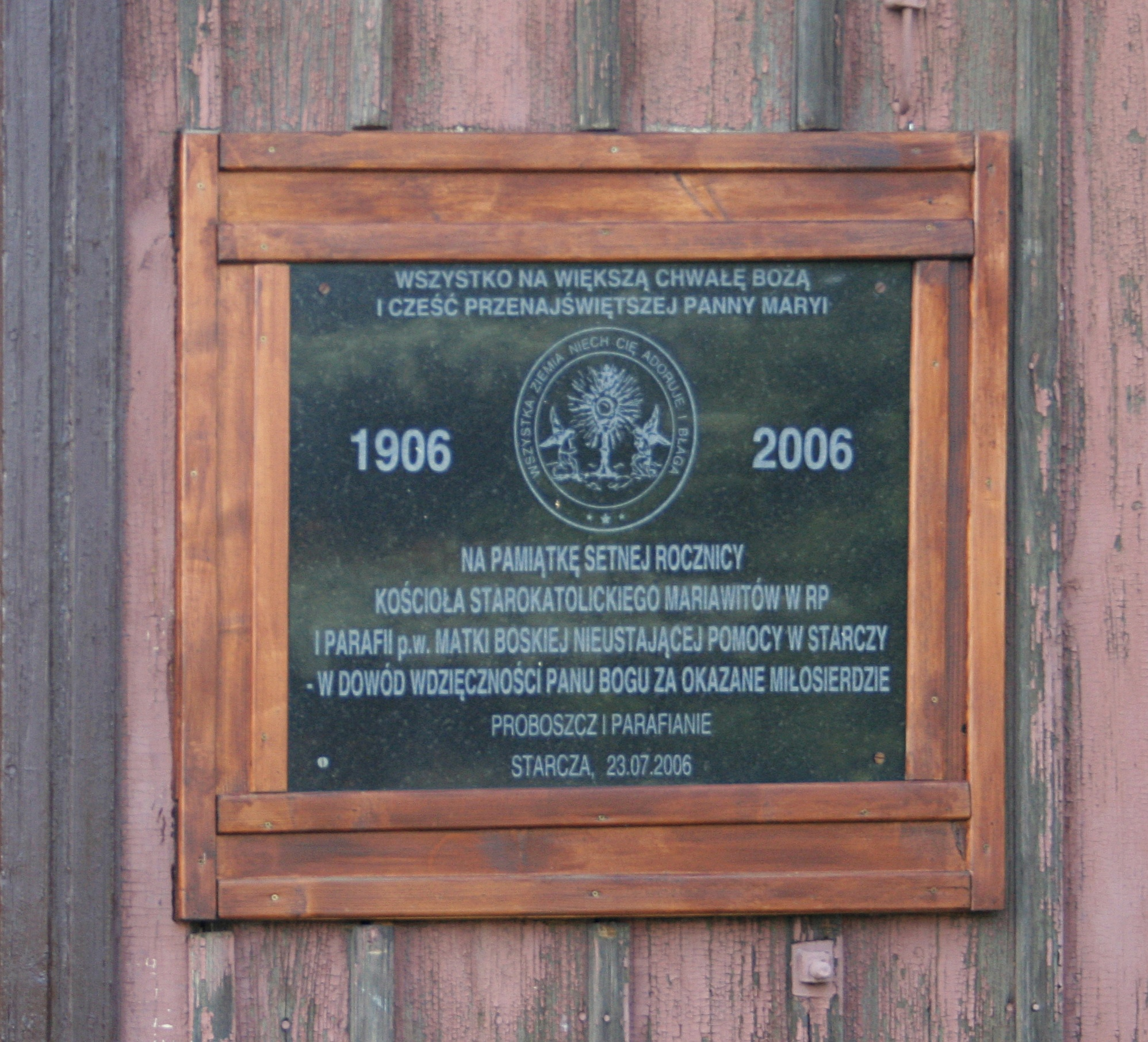
Tablica upamiętniająca 100-lecie Kościoła Mariawitów

Kościół zbudowano w latach 1907–1908. Świątynia była kilkakrotnie remontowana, m.in. w 1975 (po pożarze z 25 listopada), 1994 i 2007.

## Architektura
Budowla drewniana, jednonawowa, salowa, z kruchtą i boczną zakrystią. Na frontowej ścianie emblemat mariawicki (przedstawiający adorację Przenajświętszego Sakramentu). Dach jednokalenicowy, blaszany. Nad frontową częścią nawy wieżyczka zwieńczona ostrosłupowym hełmem. Na ścianie kościoła znajduje się tablica z 2006 upamiętniająca 100-lecie Kościoła Mariawitów.

## Obecnie
W kościele odprawiane są niedzielne msze oraz adoracja ubłagania 27. dnia każdego miesiąca. Uroczystość patronalna obchodzona jest w niedzielę przed 24 czerwca.